# Нотр-Дам-дю-Пюи
Нотр-Дам-дю-Пюи (фр. Notre-Dame-du-Puy) — кафедральный собор города Граса, (Франция). Построен в XII веке, в письменных источниках впервые упоминается с 1154 года. В XVII веке собор был значительно перестроен. Во время  французской революции собор использовали как зернохранилище. В 1795 году здание серьёзно пострадало от пожара, после чего храм был возвращён церкви.
В соборе хранятся мощи Гонората Арелатского, перенесённые в 1788 году из Леринского аббатства.

## Архитектурные особенности
Собор построен в технике ломбардской кирпичной кладки, для фасада использован белый камень из Ла Тюрби. Размеры собора составляют 55 на 19 метров, он разделён на три нефа, свод собора — готический каркасный. Центральный неф обрамляют 12 цилиндрических колонн, завершающихся балконами (построены в 1692 году), расположенными над боковыми нефами.
В 1714 году в ходе реставрационных работ пола собора был открыт ряд захоронений и крипта, в которой была устроена капелла. В 1738 году к правому нефу была пристроена Капелла Святого Причастия.

## Внутреннее убранство
Внутри собора находятся:
- триптих Луи Бреа «Святой Оноре, папа  Климент и святой Ламберт» (1524 год);
- полотна Рубенса: «Увенчание терновым венцом», «Святая Елена», «Воздвижение Креста» (картины были написаны для римской базилики Санта-Кроче-ин-Джерусалемме, в 1827 году были пожертвованы госпиталю Грасса, а в 1972 году перенесены обратно в собор);
- картина Фрагонара «Омовение ног», заказана в 1754 году для капеллы Святого Причастия;
- монументальное распятие, созданное в 1830 году, и ранее находившиеся на площади перед собором;
- орган, созданный в 1855 году для замены первого органа собора, установленного в 1333 году.

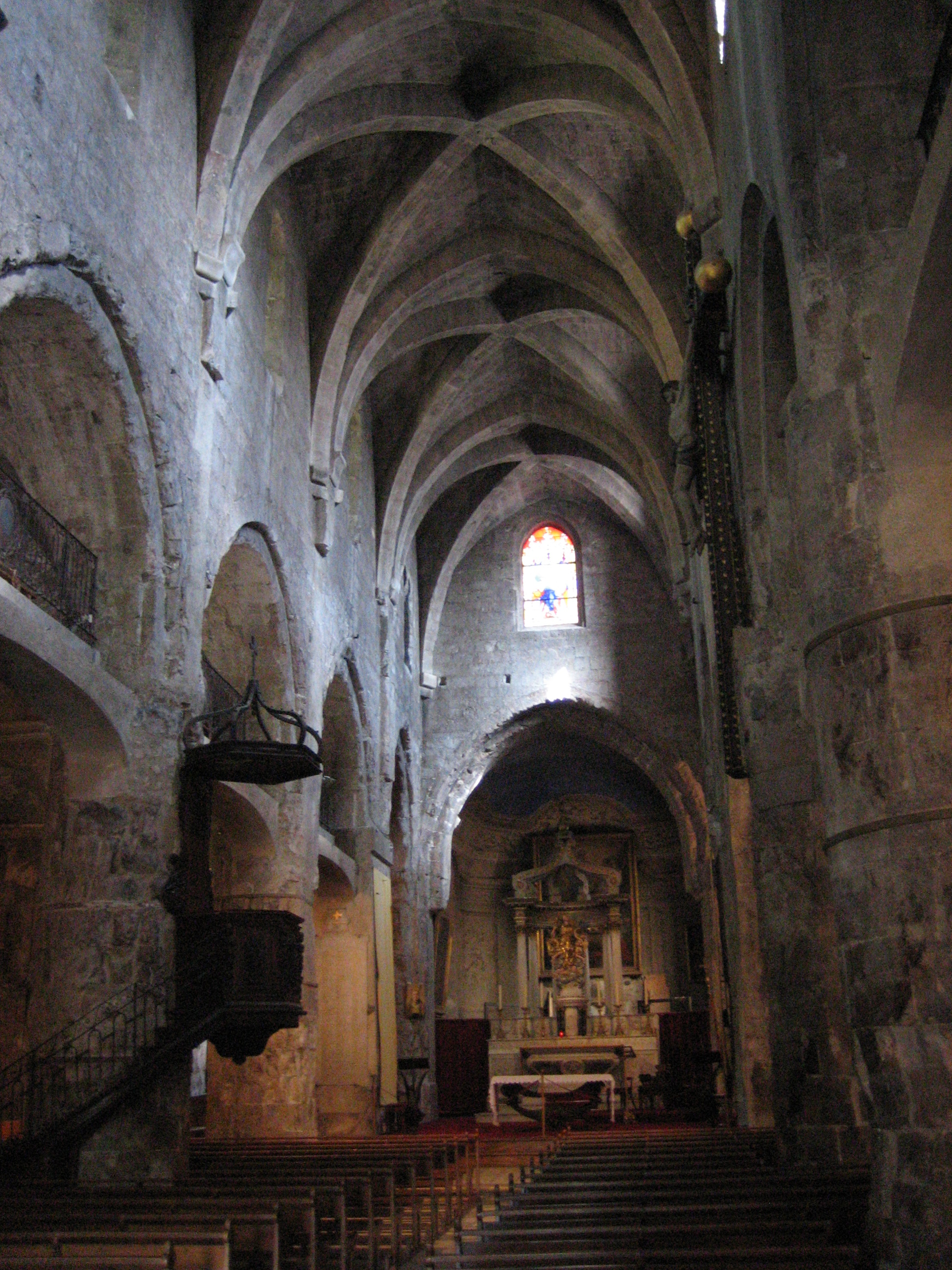
Центральный неф
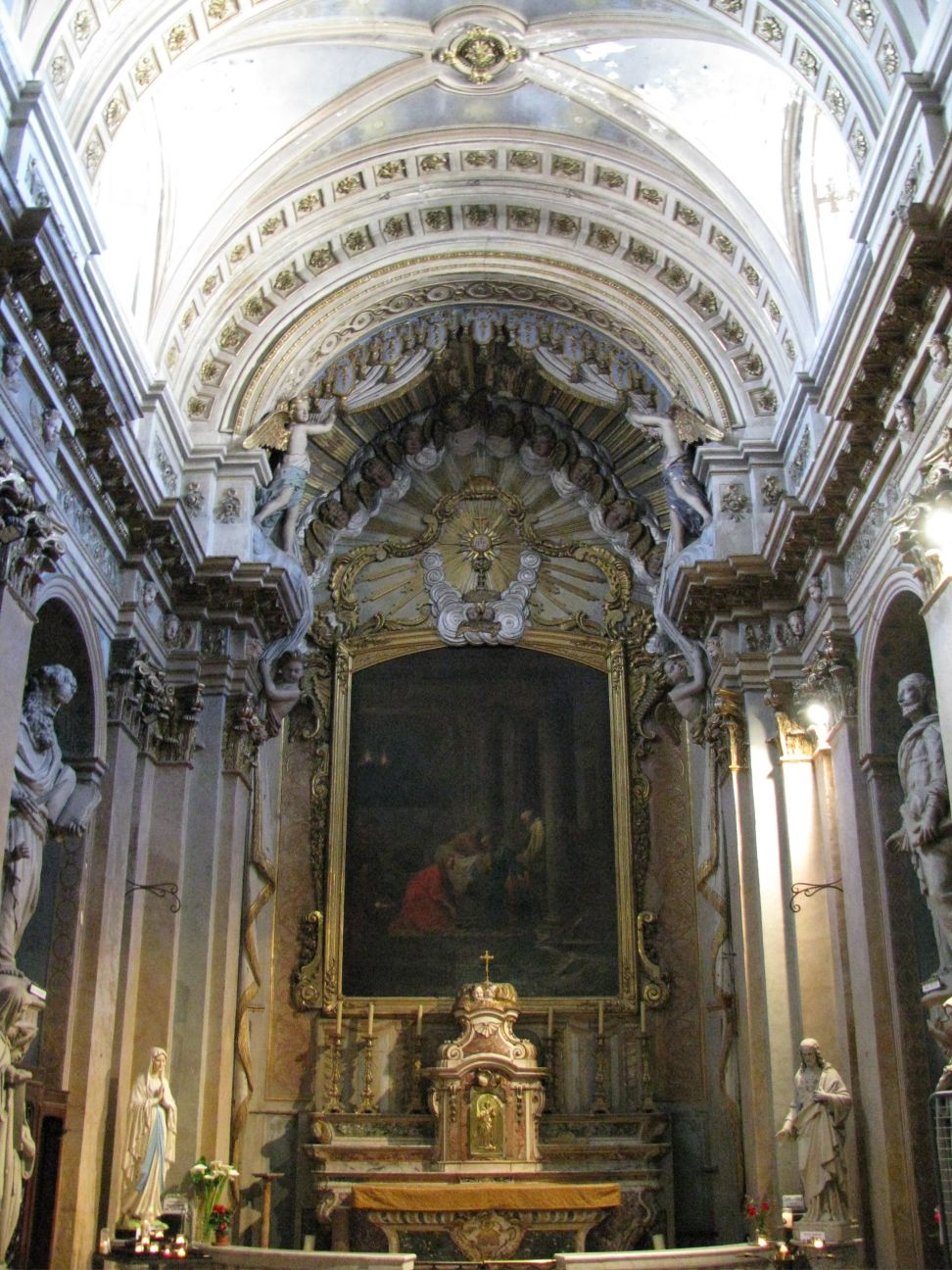
Капелла Святого Причастия
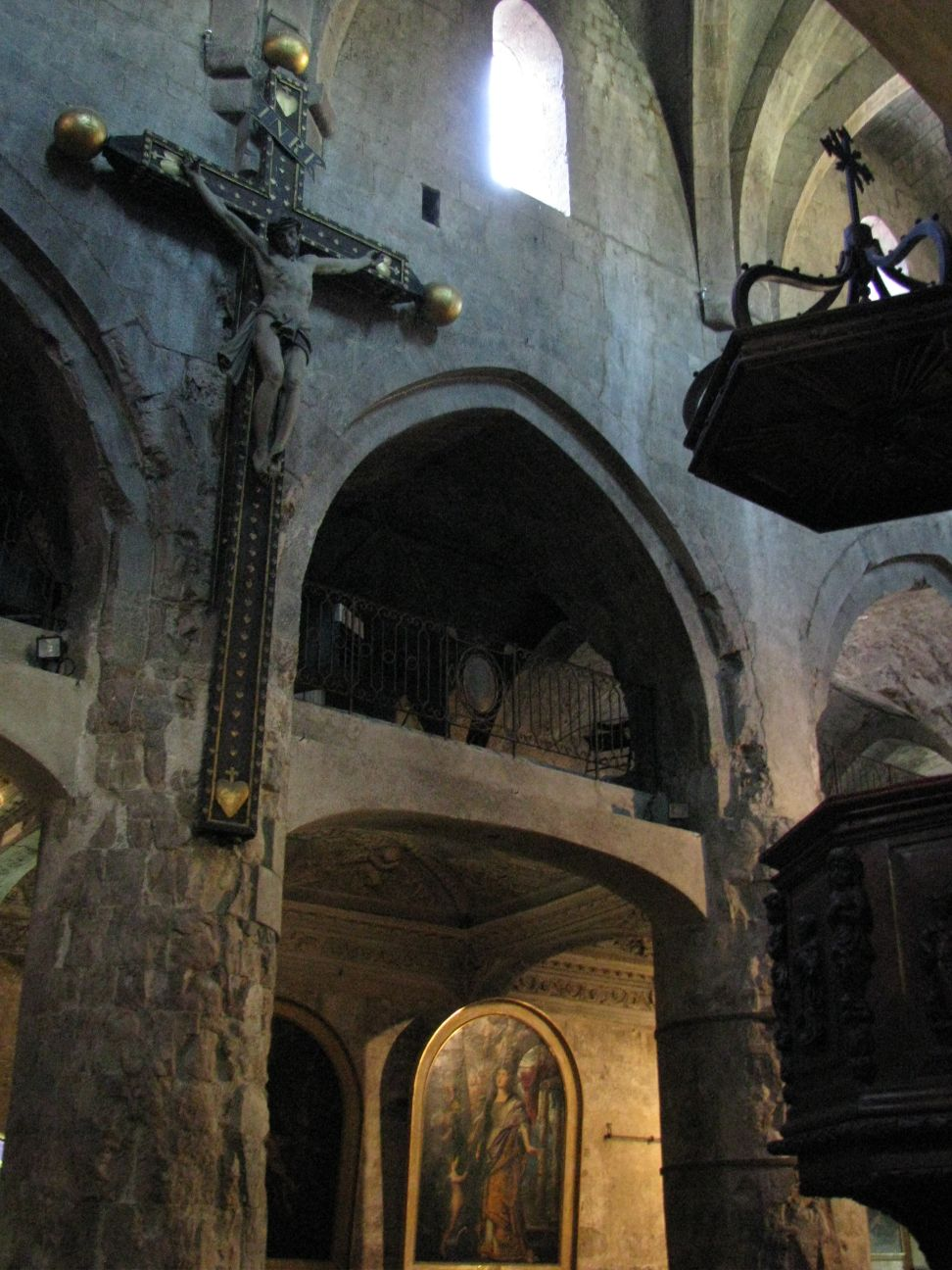
Распятие и балконы боковых нефов
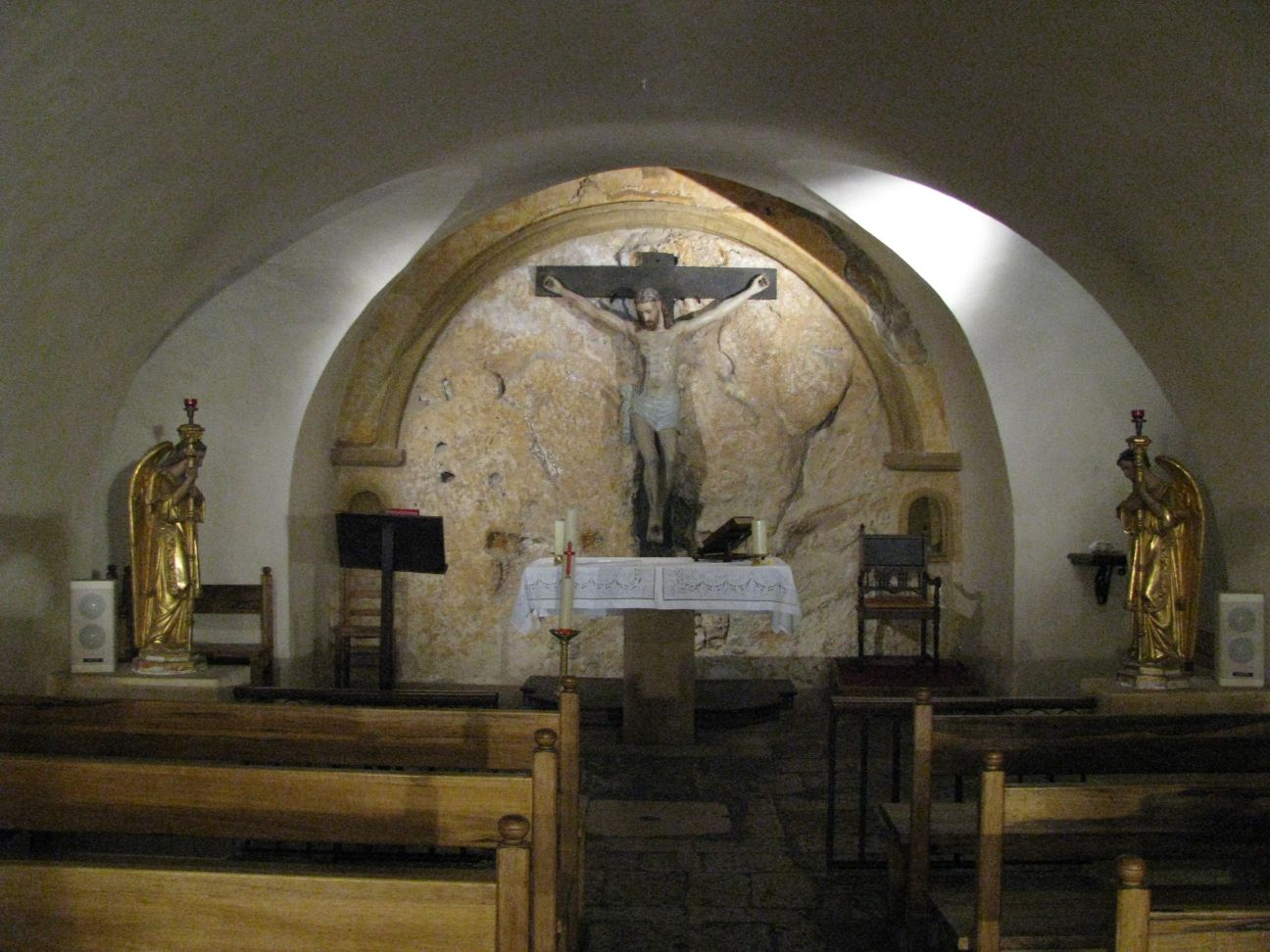
Крипта собора
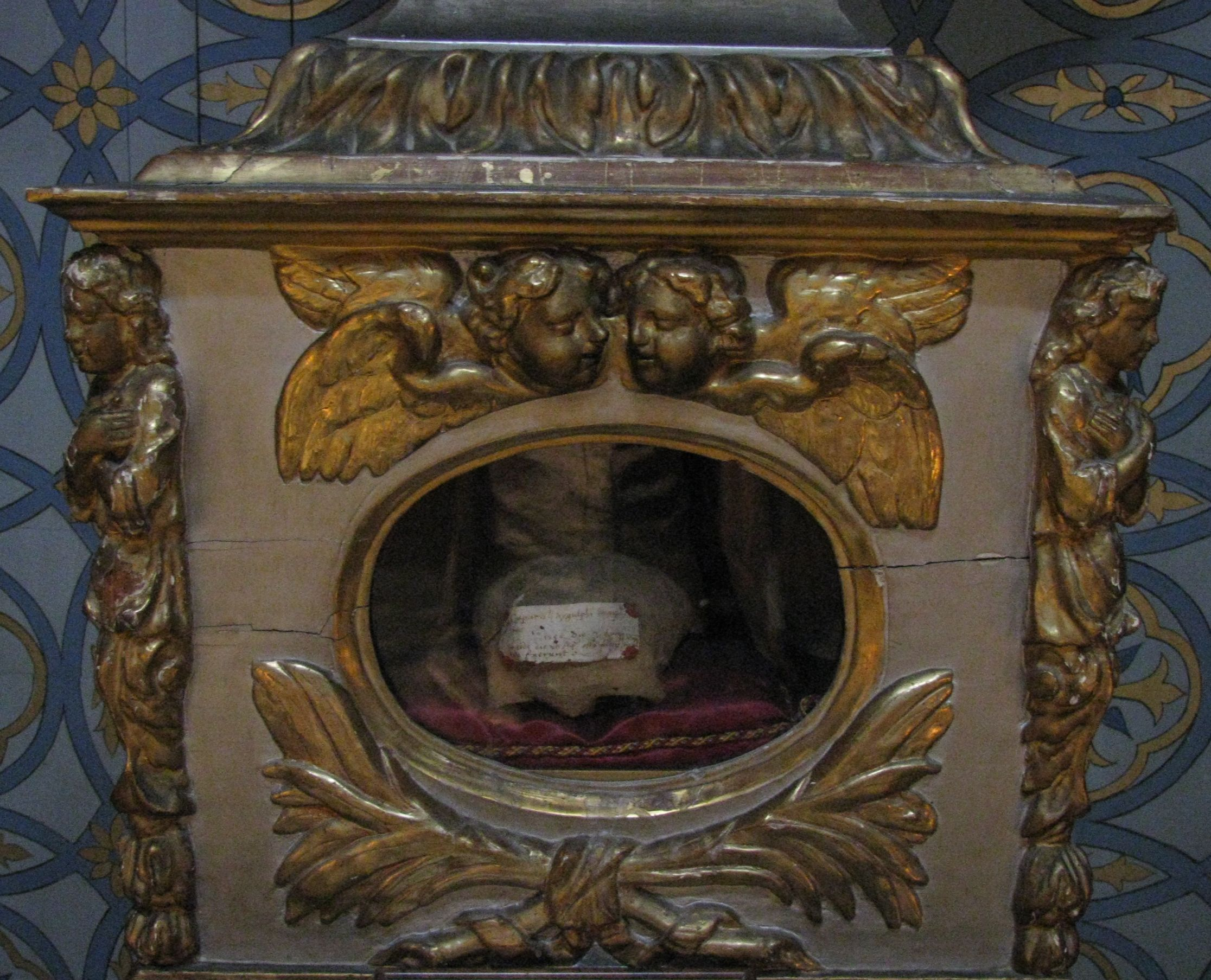
Мощи святого Гонората